# Sialis
 Sialis  ist eine Gattung der Schlammfliegen oder Wasserflorfliegen (Sialidae) innerhalb der Großflügler (Megaloptera). Sie sind holarktisch mit etwa 40 Arten verbreitet und stellen somit die größte Gattung der Schlammfliegen dar.

## Merkmale
Die Tiere sind, wie für Schlammfliegen typisch, relativ klein und haben einen plumpen Körperbau mit Vorderflügellängen von 10 bis 20 Millimetern. Die Weibchen sind in der Regel größer als die Männchen. Die Tiere sind überwiegend braun gefärbt und haben keine Punktaugen (Ocelli). Der Halsschild ist relativ breit und auch weniger lang als breit. Die Beine sind kräftig gebaut und haben fünf Tarsenglieder. Das vierte Glied ist lappig verbreitert. Wie auch die anderen Großflügler haben Sialis-Arten eine stark hervortretende Flügeladerung auf ihren großen Flügeln, die in der Ruhestellung dachartig über den Körper gelegt werden.
Innerhalb der Gattung lassen sich die Arten nur genitalmorphologisch sicher voneinander unterscheiden.

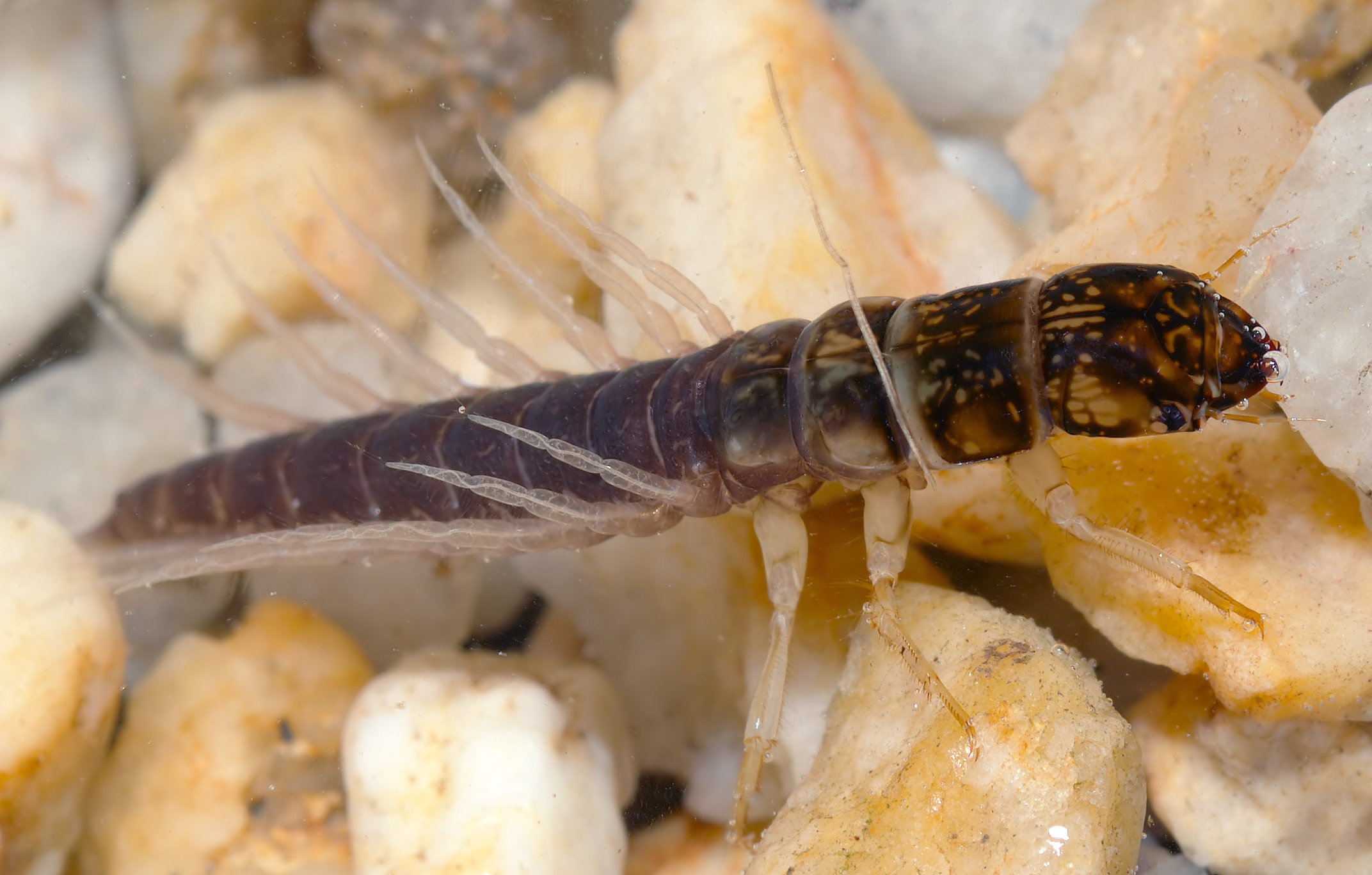
Larve der Gemeinen Wasserflorfliege (Sialis lutaria)

Die Larven haben am Hinterleib sieben Paare charakteristischer, gefiederter Kiemen und ein langes, spitz zulaufendes Hinterleibsende. Sie haben große Mandibeln.

## Verbreitung
Die Gattung ist holarktisch verbreitet. In Europa kommen 10 Arten vor, in Mitteleuropa vier. 
Am häufigsten ist in Mitteleuropa die Art Sialis lutaria, die vor allem an stehenden und langsam fließenden Gewässern zu finden ist. Sialis fuliginosa bevorzugt dagegen Fließgewässer mit relativ guter Wasserqualität. Weit seltener ist Sialis nigripes, die vermutlich nur in großen Fließgewässersystemen leben kann. Sialis sordida wurde bislang nur einmal am Unterlauf der Isar gefunden.

## Lebensweise

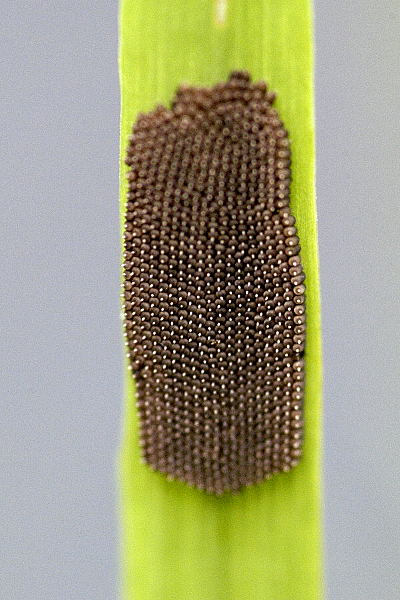
Eier von Sialis fuliginosa

Die Imagines sind tagaktiv und fliegen nur träge. Man findet sie in Mitteleuropa von Mai bis Juni auf der Ufervegetation, sie leben nur kurz.
Die Weibchen legen bis zu 2000 Eier in Gruppen von etwa 200 Stück an der Ufervegetation verschiedener Gewässertypen ab. Die daraus schlüpfenden Larven lassen sich ins Wasser fallen. Sie leben anfangs im Wasser, später im Schlamm vergraben und kommen bis in 18 Meter Tiefe vor. Die Larven ernähren sich räuberisch von Insektenlarven, Würmern und kleinen Muscheln. Sie benötigen meist zwei Jahre für ihre Entwicklung, überwintern beide Male als Larve und durchleben 10 Larvenstadien. Die Verpuppung erfolgt am Ufer unter der Erde. Die Puppe gräbt sich vor dem Schlüpfen der Imago an die Oberfläche.

## Systematik (Europa)
Sialis ist mit etwa 40 Arten die größte Gattung innerhalb der etwa 60 Arten zählenden Familie der Schlammfliegen (Sialidae). Bei den in Europa verbreiteten Arten handelt es sich um folgende:
- Sialis abchasica Vshivkova, 1985 – nur im äußersten Osten Europas
- Sialis dorochovae Vshivkova, 1985 – eventuell Synonym von S. fuliginosa
- Fluss-Schlammfliege (Sialis fuliginosa) Pictet, 1836 – weit verbreitet in Europa
- Sialis gonzalezi Vshivkova, 1985 – eventuell Synonym von S. fuliginosa
- Sialis klingstedti Vshivkova, 1985 – nur im äußersten Osten Europas
- Gemeine Schlammfliege (Sialis lutaria) (Linnaeus, 1758) – weit verbreitet in Europa
- Sialis morio Klingstedt, 1932 – in Zentral- und Nordeuropa
- Schwarzfüßige Schlammfliege (Sialis nigripes) Pictet, 1865 – weit verbreitet in Europa
- Sialis sibirica McLachlan, 1872 – nur in Nordeuropa
- Sialis sordida Klingstedt, 1932 – nur in Nordeuropa, Estland und Deutschland

Aus Baltischem Bernstein aus dem Eozän sind zudem die fossilen Arten Sialis groehni und Sialis (Protosialis) baltica beschrieben. Hierbei handelt es sich um die bislang ältesten fossilen Funde dieser Familie.